# Mala Noche (Goya)
Cet article concerne l'eau-forte de Goya. Pour le film de Gus Van Sant, voir Mala Noche.
Mauvaise nuit
L'eau-forte Mala Noche (en français Mauvaise nuit) est une gravure de la série Los caprichos du peintre espagnol Francisco de Goya (1746-1828). Elle porte le numéro 36 dans la série des 80 gravures. Elle a été publiée en 1799.

## Interprétations de la gravure
Il existe divers manuscrits contemporains qui expliquent les planches des Caprichos. Celui qui se trouve au Musée du Prado est considéré comme un autographe de Goya, mais semble plutôt chercher à dissimuler et à trouver un sens moralisateur qui masque le sens plus risqué pour l'auteur. Deux autres, celui qui appartient à Ayala et celui qui se trouve à la Bibliothèque nationale, soulignent la signification plus décapante des planches.
- Explication de cette gravure dans le manuscrit du Musée du Prado :
A estos trabajos se exponen las niñas pindongas, que no se quieren estar en casa.
(À ces travaux s'exposent les filles qui traînent dans les rues et qui ne veulent pas rester à la maison)[3].

- Manuscrit de Ayala :
Malo anda el negocio, cuando el viento y no el dinero levanta las sayas a las buenas mozas.
(Le commerce marche mal quand c'est le vent et non l'argent qui lève les jupes des bonnes jeunes filles)[3].

- Manuscrit de la Bibliothèque nationale :
Noche de viento recio, mala para las putas.
(Nuit de vent impétueux, mauvais pour les putes)[3].

## Technique de la gravure
L'estampe, qui provient de l'Album B, mesure 214 × 152 mm sur une feuille de papier de 306 × 201 mm.
Goya a utilisé l'eau-forte et l'aquatinte.
Le second dessin préparatoire (1796-1797) est à la plume et à l'encre de noix de galle. En haut, il porte au crayon l'inscription 22. En bas, on trouve l'inscription : Viento / Si ay culpa en la escena la tiene / el trage (Vent. S'il y a un responsable pour la scène, c'est/le vêtement). À gauche de cette inscription, à la plume : XXXVI. Le second dessin préparatoire mesure 240 × 165 mm.

## Catalogue
- Numéro de catalogue G02124 de l'estampe au Musée du Prado.
- Numéro de catalogue D04197 du second dessin préparatoire au Musée du Prado.